# Referèndum d'independència de Croàcia de 1991
| Referèndum d'independència de Croàcia de 1991 | Referèndum d'independència de Croàcia de 1991 | Referèndum d'independència de Croàcia de 1991 |
| --------------------------------------------- | --------------------------------------------- | --------------------------------------------- |
| Electorat                                     | 3,652,225                                     | 3,652,225                                     |
| Participació                                  | (83.56%) 3,051,881                            | (83.56%) 3,051,881                            |
| Croàcia esdevé sobirana i independent         |                                               |                                               |
| Opcions de vot                                | Vots                                          | %                                             |
| Sí                                            | 2,845,521                                     | 93.24                                         |
| No                                            | 126,630                                       | 4.15                                          |
| Croàcia roman a la Iugoslàvia federal         |                                               |                                               |
| Opcions de vot                                | Vots                                          | %                                             |
| Sí                                            | 164,267                                       | 5.38                                          |
| No                                            | 2,813,085                                     | 92.18                                         |
| Font: Comitè Estatal d'Eleccions              |                                               |                                               |

El referèndum d'independència de Croàcia de 1991 fou celebrat el 19 de maig d'aquest any, després de les eleccions al parlament croat de 1990 i l'augment de les tensions ètniques que van desembocar en la dissolució de Iugoslàvia. Amb una participació del 83%, un 93% dels votants van votar per la independència. Subseqüentment, Croàcia va declarar la independència i la dissolució de la seva associació amb Iugoslàvia el 25 de juny de 1991, però s'hi va introduir una moratòria de tres mesos a instàncies de la Comunitat Europea i la Conferència sobre Seguretat i Cooperació a Europa, amb l'acord de Brioni. La guerra a Croàcia va patir una escalada durant la moratòria, i el 8 d'octubre de 1991, el parlament de Croàcia va trencar relacions amb Iugoslàvia. El 1992, els països de la Comunitat Econòmica Europea li van concedir reconeixement diplomàtic i Croàcia va ser admesa a les Nacions Unides.

## Context

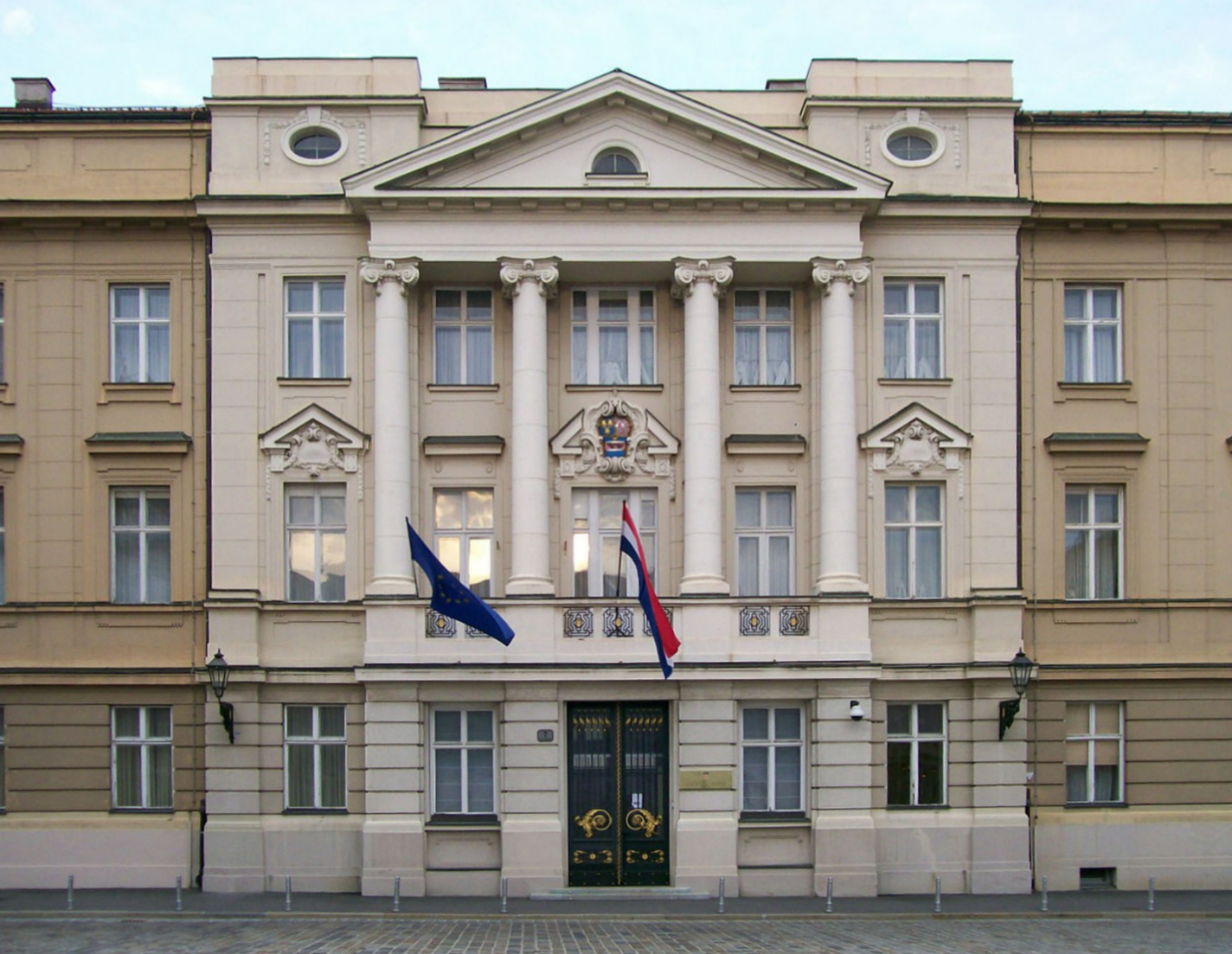
Edifici del Parlament de Croàcia

Després de la Segona Guerra Mundial, Croàcia va esdevenir una república socialista unipartidista de la República Federal Socialista de Iugoslàvia. Croàcia era controlada pels comunistes i gaudia d'un grau d'autonomia dins de la federació iugoslava. El 1967, un grup d'autors i lingüistes croats van publicar la Declaració sobre la Condició i el Nom de la Llengua Literària Croata, demanant més autonomia per a la llengua croata. La declaració va contribuir al moviment nacional que buscava més drets civils i la descentralització de l'economia iugoslava, i va culminar en la primavera croata de 1971, que va ser reprimida pel lideratge iugoslau. La Constitució Iugoslava de 1974 va donar més autonomia a les unitats federals, essencialment complint l'objectiu de la primavera croata i proveint una base legal per la independència dels constituents federatius.
Als anys vuitanta, la situació política a Iugoslàvia es va deteriorar, amb les tensions nacionals avivades pel Memoràndum de l'Acadèmia Sèrbia de les Ciències i les Arts i pels cops de 1989 a Voivodina, Kosovo i Montenegro. El gener de 1990, el partit comunista es va fragmentar en línies nacionals, amb la facció croata demanant una federació més descentralitzada. Aquell mateix any, les primeres eleccions multipartidistes es van celebrar a Croàcia, amb una victòria de Franjo Tuđman que va fomentar les tensions nacionalistes. Els polítics serbocroats van boicotejar el Sabor, i els serbis locals van prendre el control del territori habitat per serbis, bloquejant els carrers i van votar per tal que aquelles zones tinguessin autonomia. La Regió Autònoma Sèrbia s'uniria al cap de poc per esdevenir la República Sèrbia de Krajina no reconeguda internacionalment, un intent d'assolir la independència de Croàcia.

## Referèndum i declaració d'independència

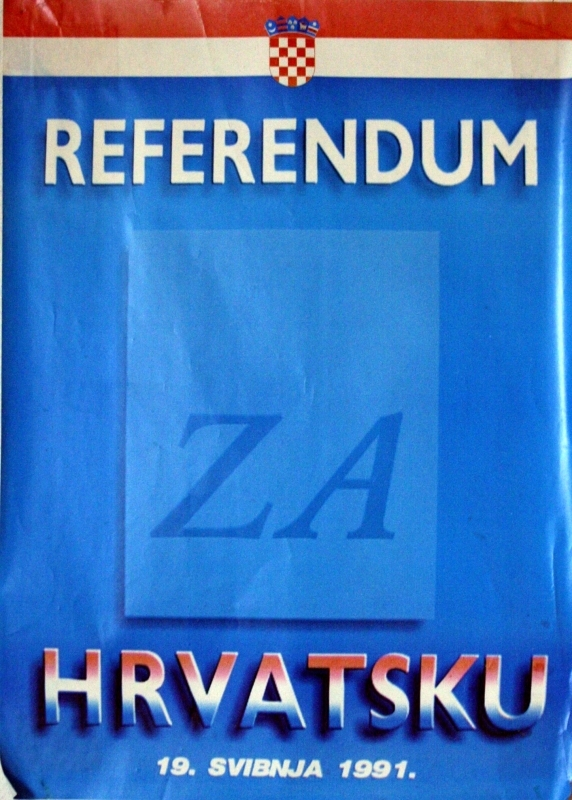
Cartell del referèndum de 1991

El 25 d'abril de 1991, el Parlament de Croàcia va decidir celebrar un referèndum d'independència el 19 de maig. La decisió va ser publicada al butlletí oficial de la República de Croàcia i feta oficial el 2 de maig de 1991. El referèndum oferia dues opcions. En la primera, Croàcia esdevindria un Estat sobirà i independent, garantint autonomia cultural i drets civils als serbis i altres minories a Croàcia, lliure per formar una associació d'Estats sobirans amb altres exrepúbliques iugoslaves. En el segon, Croàcia romandria a Iugoslàvia com un estat federal unitari. Les autoritats sèrbies locals van fer una crida al boicot a la votació, que va ser seguit per la majoria de serbocroats. El referèndum es va celebrar en 7691 col·legis electorals, on els electors rebien dues paperetes - blava i vermella, amb una única pregunta cadascuna; permetent que se'n fes servir una o les dues. La pregunta referendària proposant la independència de Croàcia, a la papereta blava, va ser aprovada amb un 93,24% a favor; un 4,15% en contra i un 1,18% de vots no vàlids o en blanc. La segona pregunta referendària, proposant si Croàcia hauria de romandre a Iugoslàvia, va ser rebutjada amb un 5,38% dels vots a favor; un 92,18% en contra i un 2,07% de vots no vàlids. La participació va ser del 83,56%.
Subseqüentment, Croàcia va declarar la independència i va dissoldre (en croat: razdruženje) la seva associació amb Iugoslàvia el 25 de juny de 1991. La Comunitat Econòmica Europea i la Conferència sobre Seguretat i Cooperació a Europa van instar les autoritats croates a posar una moratòria de tres mesos a la decisió. Croàcia va acceptar congelar la declaració d'independència tres mesos, cosa que al principi va disminuir les tensions. No obstant això, la guerra de la independència de Croàcia va agreujar-se. El 7 d'octubre, la vigília de l'expiració de la moratòria, la Força Aèria Iugoslava va atacar el Palau del Ban, el principal edifici governamental a Zagreb. El 8 d'octubre de 1991, la moratòria va expirar, i el Parlament de Croàcia va trencar totes les relacions restants amb Iugoslàvia. Aquesta sessió del parlament en concret es va celebrar a l'edifici d'INA a l'avinguda Pavao Šubić de Zagreb a causa de preocupacions de seguretat ocasionades pel recent bombardeig iugoslau. En concret, es temia que la Força Aèria Iugoslava pogués atacar l'edifici del parlament. Actualment, el dia 8 d'octubre se celebra el Dia de la Independència de Croàcia.

## Reconeixement de la independència

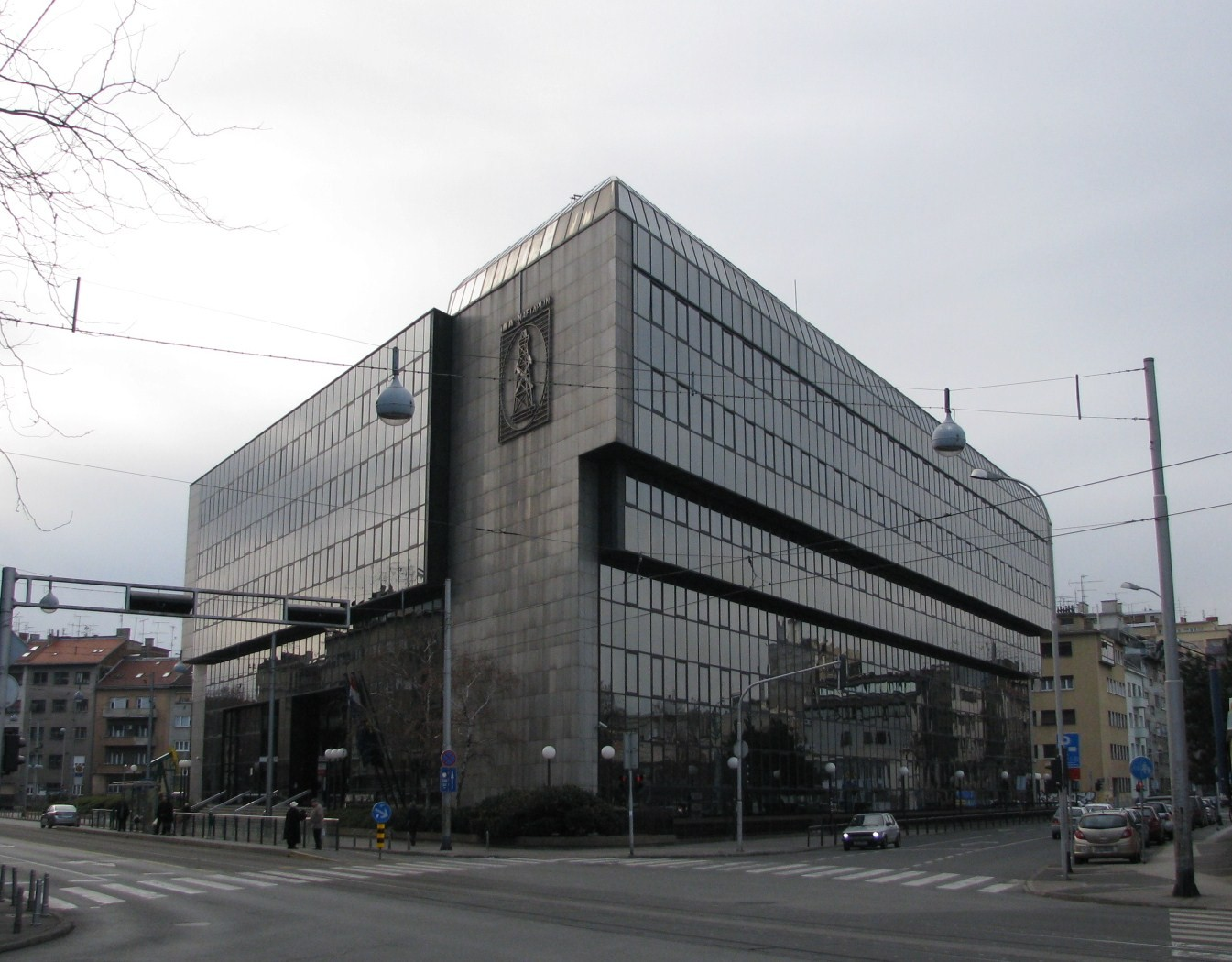
Edifici d'INA a l'avinguda Šubićeva, Zagreb va ser escollida per raons de seguretat lloc de la declaració d'independència del parlament el 8 d'octubre de 1991.

El Comitè d'Arbitratge de Badinter va ser constituït pel Consell de Ministres de la Comunitat Econòmica Europea (CEE) el 27 d'agost de 1991 per tal de proveir assessorament legal i criteris pel reconeixement diplomàtic de les antigues repúbliques iugoslaves. A finals de 1991, la Comissió va afirmar, entre altres coses, que Iugoslàvia es trobava en procés de dissolució, i que les fronteres internes de les repúbliques iugoslaves no es podien modificar sense que s'acordés lliurement. Els factors en la preservació de les fronteres croates d'abans de la guerra, definides per les comissions de demarcació el 1947, van ser les esmenes constitucionals federals iugoslaves de 1971 i 1974, concedint que drets de sobirania els exercien les unitats federals, i que la federació només tenia l'autoritat que li havia transferit específicament la constitució.

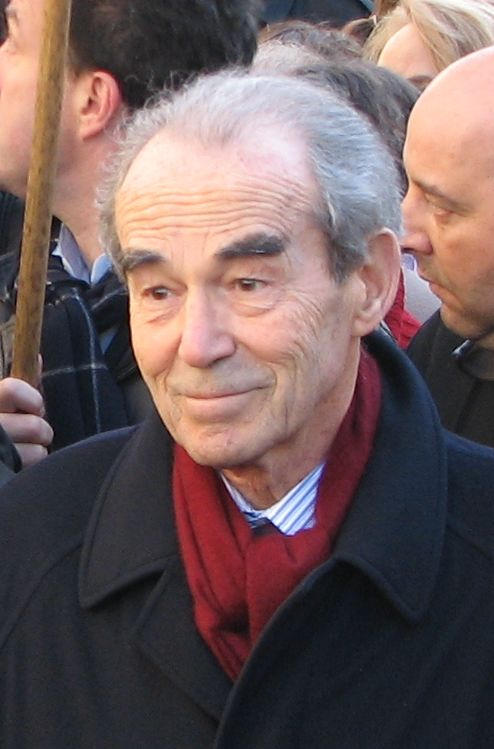
Robert Badinter va presidir la Comissió d'Arbitratge de la Conferència sobre Iugoslàvia

Alemanya va defensar un reconeixement ràpid de Croàcia, afirmant que volia aturar la violència que s'estava produint en àrees habitades per serbis. S'hi oposaven França, el Regne Unit i els Països Baixos, però els països van acordar buscar una posició comuna i evitar accions unilaterals. El 10 d'octubre, dos dies després que el Parlament de Croàcia confirmés la declaració d'independència, la CEE va decidir posposar tota decisió de reconèixer Croàcia dos mesos, i va decidir reconèixer la independència de Croàcia al cap de dos mesos si la guerra no havia acabat llavors. Quan la data límit va expirar, Alemanya va presentar la seva decisió de reconèixer Croàcia com la seva política i obligació - una posició compartida amb Itàlia i Dinamarca. França i el Regne Unit van intentar impedir el reconeixement redactant una resolució de Nacions Unides que demanava que no hi hagués cap acció unilateral que pogués empitjorar la situació, però es van fer enrere durant el debat del Consell de Seguretat el 14 de desembre, quan Alemanya semblava determinada a desobeir la resolució de l'ONU. El 17 de desembre, la CEE va acceptar formalment atorgar a Croàcia reconeixement diplomàtic el 15 de gener de 1991, basant-se en el criteri del Comitè d'Arbitratge de Badinter. El Comitè va dictaminar que la independència de Croàcia no s'hauria de reconèixer immediatament, perquè la nova Constitució Croata no proveïa la protecció de les minories que demanava la CEE. En resposta, el president Franjo Tuđman va assegurar per escrit a Robert Badinter que s'hi posaria remei. La RSK va declarar la seva separació de Croàcia el 19 de desembre, però la seva condició d'Estat i independència no van ser internacionalment reconegudes. El 26 de desembre, les autoritats iugoslaves van anunciar els plans per un Estat més petit, que incloïa el territori capturat de Croàcia, però el pla va ser rebutjar per l'Assemblea General de les Nacions Unides.
Croàcia va ser reconeguda primer com a Estat independent el 26 de juny de 1991 per Eslovènia, que havia declarat la seva independència el mateix dia que Croàcia. Lituània ho va fer a continuació el 30 de juliol, i Ucraïna, Letònia, Islàndia i Alemanya el desembre de 1991. Els països de la CEE van concedir el reconeixement a Croàcia el 15 de gener de 1992, i les Nacions Unides van admetre Croàcia el maig de 1992.

## Conseqüències

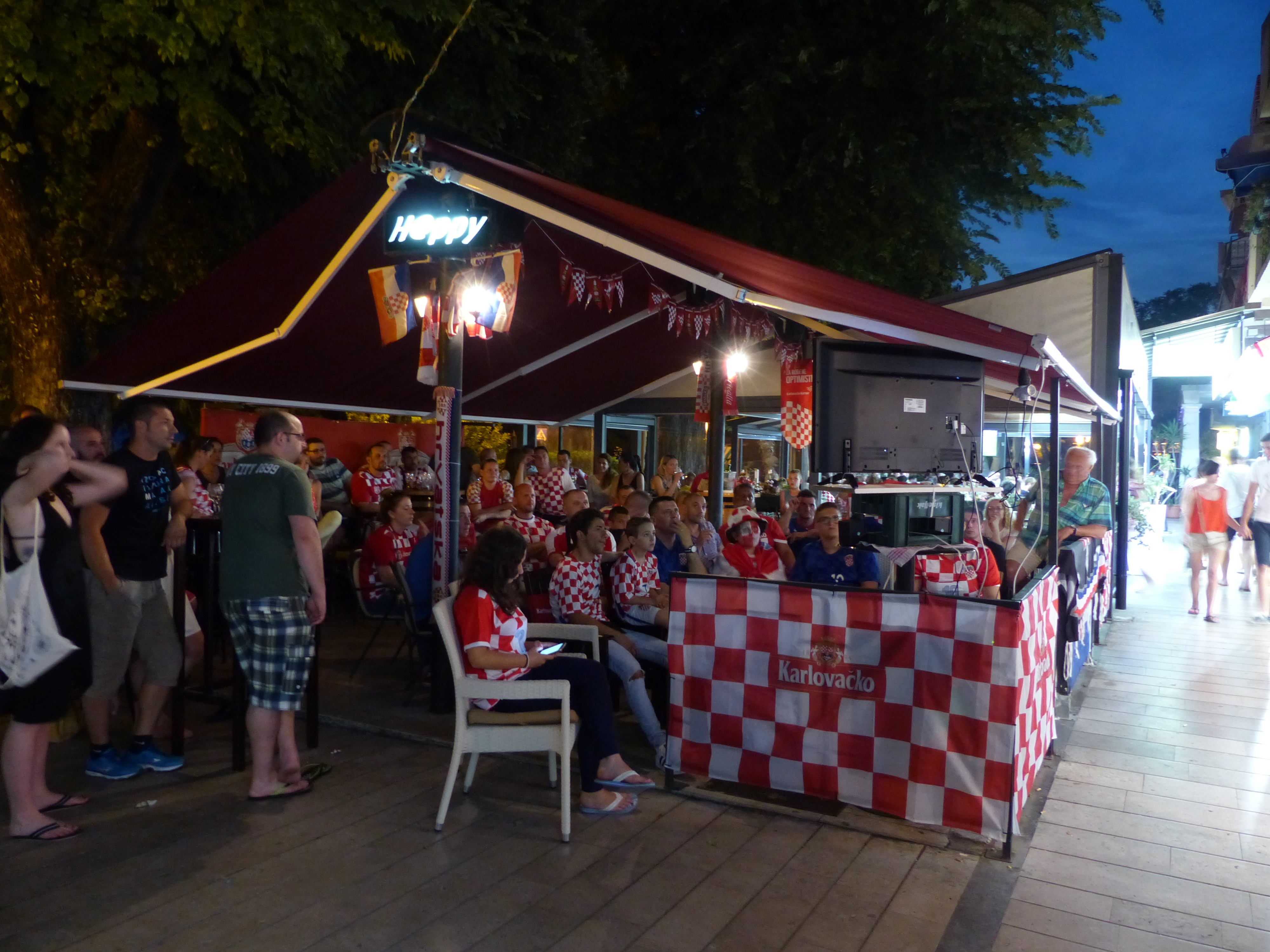
Croats celebrant el Dia de la Independència, el 6 de juny de 2016.

Encara que no és una festa oficial, el 15 de gener es commemora el dia en què Croàcia va guanyar el reconeixement internacional segons la premsa i els polítics croats. En el desè aniversari d'aquest dia el 2002, el Banc Nacional Croat va emetre una moneda commemorativa de 25 kunes. En el període que va seguir la declaració d'independència, la guerra va escalar, amb els setges de Vukogar i Dubrovnik, i els combats arreu, fins que la treva del 3 de gener de 1992 va dur a l'estabilització i a una reducció significativa de la violència. La guerra va acabar efectivament l'agost de 1995 amb una victòria croata decisiva com a resultat de l'operació tempesta. Les fronteres actuals de Croàcia van ser establertes quan les zones restants sota el control dels serbis d'Eslavònia de l'Est van ser recuperades per Croàcia segons l'acord d'Erdut del novembre de 1995, un procés conclòs el gener de 1998.